# Nuno Vasco Rodrigues
Nuno Vasco Rodrigues é um Biólogo Marinho e fotógrafo subaquático português. 
Especializado em Ecologia e Biodiversidade, possui um vasto conhecimento das espécies costeiras de águas portuguesas e de São Tomé e Príncipe, estando envolvido em diversos projetos de conservação marinha. Investigador do MARE IPleiria, foi no passado Assistente de Curador do Oceanário de Lisboa, Especialista em Biodiversidade Marinha na Estrutura de Missão para a Extensão da Plataforma Continental e Science officer na empresa Flying Sharks. 
Como fotógrafo subaquático, é autor de várias exposições, tendo também contribuído com as suas fotos em diversos livros, artigos e revistas nacionais e internacionais.

## Livros
Rodrigues, N.V. et al. 2018. Peixes Marinhos Costeiros de São Tomé e Príncipe. Portugal: Flying Sharks, 123p.
Rodrigues, N.V. 2015. Peixes Marinhos de Portugal
Rodrigues, N.V. et al. 2008. Guia de Espécies Submarinas. Portugal - Berlengas. Instituto Politécnico de Leiria.

## Exposições
"Colors from the blue" - The Deep. Janeiro - Dezembro 2018, Hull, Reino Unido
"Sob o mar Português" - Liquidâmbar. Agosto - Outubro 2018, Coimbra, Portugal
"Estado Líquido" - Agosto de 2014, Lagoa, Portugal.

## Website
https://www.nunovascorodrigues.com/